# Беладона
Беладоната (Atropa belladonna), наричана още лудо биле или старо биле, е многогодишен храст от семейство Картофови (Solanaceae). Среща се в Европа, Северна Африка и Западна Азия, като е натурализиран и в някои части на Северна Америка. Типичната ѝ среда са сенчести влажни участъци с почва, богата на варовик.
Беладоната има обли зелени листа и камбановидни цветове в убит нюанс на лилаво. Плодовете са черни и лъскави, с диаметър около 1 cm. На височина може да достигне около 1 m.
Беладоната е силно токсично растение, съдържащо алкалоида атропин. Има случаи на деца, отровени само от три плода, а добре сдъвкано листо може да бъде смъртоносно за възрастен човек. Коренът често е най-отровната част на растението.
Беладоната (Atropa belladonna) е наречена на името на най-възрастната от трите древногръцки богини на съдбата, мойрите, Атропос, която отговаря за последния етап от живота на хората.

## История
В миналото Atropa belladonna се използва като лекарство, козметично средство и отрова. След като първоначално е познато под множество традиционни наименования, Карл Линей кръщава рода му в чест на Атропос – една от трите мойри в гръцката митология (тази която отрязва конеца на живота, след като сестрите ѝ са го разтеглили и измерили). Линей нарича растението беладона („красива жена“ на италиански), тъй като през ренесанса жените използват сок от плодовете му за да разширяват зениците си и да изглеждат по-привлекателни.
Екстракти от отровни картофови растения се използват поне от 4 век пр.н.е., когато мандрагората е препоръчана от Теофраст за лечение на рани, подагра, безсъние и като любовен еликсир. През 1 век пр.н.е. Клеопатра използва екстракт от черна попадийка, за да разширява зениците на очите си.
Употребата на беладона като отрова е позната още в Древен Рим, което е засвидетелствано от слуха, че римската императрица Ливия е използвала сок от плодовете на беладона, за да убие съпруга си, император Октавиан Август.
През 1 век от н.е. Педаний Диоскурид открива, че виното от мандрагора има свойствата на анестетик, използвайки го за облекчаване на болка и безсъние.
Употребата на беладона, често в комбинация с опиум, продължава в Европа до 19 век, когато е заменена от съвременните анестетици. Съвременното фармакологично изследване на беладоната започва с работата на германския химик Фридлиб Рунге (1795 – 1867).

## Описание
Atropa belladonna е тревисто многогодишно растение, често растящо под формата на полухраст от месест ризом. Растенията достигат височина до 2 m и имат овални листа с дължина 18 cm. Камбановидните цветчета са лилави със зелен оттенък и слаба миризма. Плодовете са зърнести, зелени, ставащи лъскаво черни при узряване, и приблизително 1,5 cm в диаметър. Плодовете са сладки и се ядат от животни, които разпространяват семената им, макар да съдържат отровни алкалоиди.

## Разпространение
Родината на беладоната са умерените ширини на Южна, Централна и Източна Европа, Северна Африка, Турция, Иран и Кавказ. Тя е интродуцирана и се отглежда и извън родния си обхват.
Отглежда се най-вече като лечебна билка. Разпространява се главно от птиците. Натурализирана е в части от Северна Америка. В някои части на света се счита за плевел.

## Други
На беладоната е наречена улица в квартал „Драгалевци“ в София (Карта).